# Michael Krasznay-Krausz

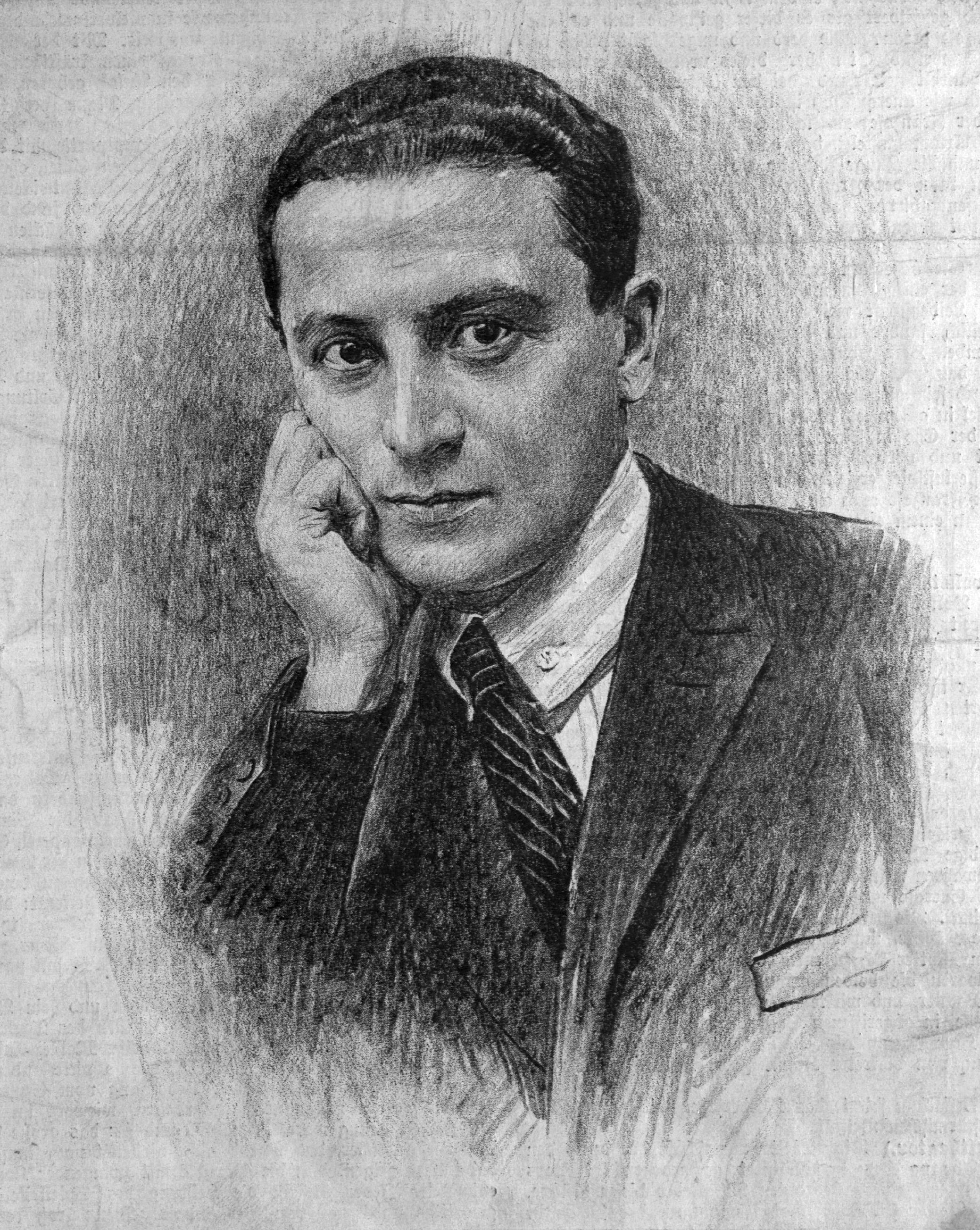
Michael Krasznay-Krausz

Michael Krasznay-Krausz, auch Michael Krausz, ungarisch Mihály Krasznai Krausz (* 11. April 1897 in Pancsova, Österreich-Ungarn; † 3. November 1940 in Budapest) war ein ungarisch-österreichischer Komponist.

## Leben
Michael Krasznay-Krausz stammte aus einer jüdischen Familie. Sein Vater war Grammophonfabrikant. Mit 13 Jahren begann er zu komponieren. Er studierte Kontrapunkt und Komposition an der Hochschule für Musik in Budapest bei Victor von Herzfeld, dessen erster Schüler er war. Zu seinen anderen Lehrern zählt auch Zoltán Kodály. Nach der Präsentation seiner Oper Marika im Jahr 1919 an der Ungarischen Staatsoper in Budapest wanderte er nach Wien aus. Er komponierte zuerst symphonische Musik und Opern und wandte sich ab 1923 der Operette zu. Seine erste Operette Bajazzos Abenteuer wurde am 22. Dezember 1923 im Wiener Johann Strauß-Theater uraufgeführt. Seine Operette Eine Frau von Format mit Fritzi Massary hatte 1927 in Berlin einen großen Erfolg.
Anfang 1930er Jahre lebte er eine Zeit lang in Berlin, wo wieder einige seiner Operetten aufgeführt wurden. Jedoch musste er 1933 die Stadt bald für immer verlassen. Im Mai des Jahres 1934 fand ein Gerichtsprozess zwischen Krasznay-Krausz und Paul Abraham statt, in dem ihn der letztere des Plagiats beschuldigte. Der Streit ging um Die gelbe Lilie von Krasznay-Krausz (der Komponist bezeichnete sie als „Ungarische Rhapsodie“ um den Begriff „Operette“ zu vermeiden; sie wurde am 5. Januar 1934 im Budapester Stadttheater uraufgeführt, die deutsche Erstaufführung fand am 24. Mai im Wiener Theater an der Wien statt) und Abrahams Märchen im Grand-Hotel, deren Uraufführung in demselben Theater an der Wien zwei Monate der deutschen Erstaufführung der gelben Lilie zuvor war, und in denen eine Reihe von Nummern vorkommt, die einander auffallend ähnlich sind. Krasznay-Krausz konnte beweisen, dass die betreffenden Lieder von ihm bereits im August 1932 komponiert wurden, und der Prozess ging friedlich aus, wobei sich beide darüber einigten, dass Wien Paul Abraham als Aufführungsort vorbehalten wird. Die gelbe Lilie wurde in den darauf folgenden Jahren in Budapest gespielt und erlebte dabei insgesamt 20 Aufführungen.
Nach dem Erfolg des am 8. Februar 1938 uraufgeführten „musikalischen Kriminalromans“ Dixie wurde im Theater an der Wien seine neue Operette Mädel in Gefahr geprobt. Die Premiere war auf Mitte/Ende Februar gesetzt und die einzelnen Szenen wurden im Radio übertragen. Doch durch den Anschluss Österreichs kam es zu deren Aufführung nicht. Das Theater an der Wien wurde am 17. März als musikalisches Unterhaltungstheater geschlossen und Krasznay-Krausz musste nach Budapest fliehen.
Seine letzte Operette Marion wurde am 23. März 1940 im Budapester Stadttheater aufgeführt, doch erfolglos. Die Titelrolle spielte Emmi Kosáry, die damit ihre Schauspielkarriere beendete.
Michael Krasznay-Krausz verstarb am 3. November 1940 in Budapest im Alter von 43 Jahren und wurde auf dem jüdischen Friedhof in der Kozma-Straße in Budapest begraben.
Krasznay-Krausz ist auch als Autor zahlreicher Schlager bekannt.

## Auszeichnungen
- 1916: Haynald-Preis in Ungarn für die beste Messe

## Werke

### Opern
- Marika (Libretto von Imre Földes, 22. Mai 1919, Ungarische Staatsoper, Budapest)
- Die Tänzerin (Táncosnő) (nach Melchior Lengyel, 1921)

### Operetten
- Bajazzos Abenteuer (Nur ein Bajazzo!) (Libretto von Ludwig Stärk und Adolf Eisler, 22. Dezember 1923, Johann Strauß-Theater, Wien; russische Fassung (Клоун), 1927, Kleines Opernhaus, Leningrad)
- Pusztaliebchen (Libretto von Wilhelm Sterk, 19. Dezember 1924, Johann Strauß-Theater, Wien; russische Fassung (Подвязка Лукреции Борджиа) von L. Palmskij und B. Almasov, 6.12.1925, Muzkom, Moskau; später in der gleichen Übersetzung unter dem Titel Талисман, 30.12.1942, Theater de Musikkomödie, Swerdlowsk)
- Glück in der Liebe (Libretto von Julius Horst und Peter Herz, 25. Februar 1927, Johann Strauß Theater, Wien; tschechische Fassung (Štěstí v lásce) von Bohuš Tichý, 29.06.1927, Městské divadlo, Ostrava)
- Eine Frau von Format (Libretto von Rudolph Schanzer und Ernst Welisch, 21. September 1927, Theater des Westens, Berlin; französische Fassung (La Femme sans voile) von Robert de Machiels und André Mauprey, 3. März 1931, Théâtre des Célestins, Lyon; ungarische Fassung (A fenséges asszony) von Andor Szenes, 31. Januar 1934, Stadttheater (später: Erkel-Theater), Budapest; tschechische Fassung (Dáma velkého stylu) von Jozef Odházel, 18.11.1932, Zemské divadlo, Brno; kroatische Fassung (Džilj Bej — to je žena), 26.03.1933, Hrvatsko narodno kazalište, Zagreb)
- Yvette und ihre Freunde (Libretto von Rudolf Österreicher und Wilhelm Sterk, 18. November 1927, Wiener Bürgertheater)
- Die Frau in Gold (Libretto von Leopold Jacobson und Bruno Hardt-Warden, 28. Februar 1929, Neues Operetten-Theater, Leipzig)
- Der treue Musikant (Das Herrgottslied) (Libretto von Bruno Hardt-Warden, Gesangstexte von Fritz Rotter und Bruno Hardt-Warden, 21. November 1930, Neues Wiener Schauspielhaus)
- Neufassung von Sigmund Rombergs The Student Prince als Der Studentenprinz (deutscher Text von Rudolph Schanzer und Ernst Welisch, 22. Oktober 1932, Großes Schauspielhaus, Berlin)
- Die Lindenwirtin (nach Motiven des gleichnamigen Tonfilms, Libretto von Rudolph Schanzer und Ernst Welisch, Gesangstexte von Bruno Hardt-Warden, 30. März 1933, Metropol-Theater, Berlin)
- Pantoffeln (Papucs) (Libretto von Marcel Gerbidon und Paul Armont, ungarische Fassung von Sándor Lestyán und Andor Szenes, 18. November 1933, Pesti Színház, Budapest)
- Die gelbe Lilie. Ungarische Rhapsodie (nach dem Bühnenstück Sárga liliom von Lajos Biró, Libretto von Géza Herczeg gemeinsam mit István Zágon und Karl Farkas, UA: 5. Januar 1934, Stadttheater (später: Erkel-Theater), Budapest; deutsche UA: 24. Mai 1934, Theater an der Wien)
- Eva im Pelz (Libretto von Ludwig Herzer, 14. Juni 1935)
- Neufassung von Leo Falls Der süße Kavalier als Der junge Herr René (Libretto von Ernst Welisch, 1935)
- Über verschüttete Milch weinen (Eső után köpönyeg) (Libretto von Mihály Szécsén und Stephan Békeffi, 6. November 1936, Andrássy úti színház, Budapest)
- Der schwarze Schmetterling (nach Melchior Lengyel, Libretto von Géza Herczeg und Henry Gilbert, Gesangstexte von Robert Gilbert, 1936)
- Verzeih, daß ich dich lieb’ (Libretto von Stephan Békeffi, Karl Farkas und Ludwig Herzer, Gesangstexte von Karl Farkas, 1. März 1937, Scala, Wien)
- Dixie: ein musikalischer Kriminalroman in fünf Kapiteln. (Libretto von Karl Farkas und Adolf Schütz, 8. Februar 1938, Theater an der Wien)
- Mädel in Gefahr (Libretto von Karl Farkas und Adolf Schütz, 1938)
- Marion (Libretto von Maurice Dekobra, ungarische Fassung von Attila Orbók, 23. März 1940, Stadttheater, Budapest)
- Der heimliche Casanova (Musik von Michael Krasznay-Krausz (posthum zusammengestellt) und Bruno Uher, Libretto von Karl Farkas und Ludwig Herzer, 10. April 1956, Deutsches Theater München)

### Schlager
- Äquator-Java (aus der Operette Bajazzos Abenteuer)
- Das schöne Fräulein Beatrix
- Die Jugend tanzt Shimmy
- Du bist mein Morgen- und Nachtgebetchen (Tango aus der Tonfilm-Operette Die Lindenwirtin)
- Du bist mein stiller Kompagnon (aus der Operette Eine Frau von Format)
- Du blonde Lindenwirtin vom Rhein (Foxtrott aus der Tonfilm-Operette Die Lindenwirtin)
- Du kannst so liebenswürdig sein! (aus dem Tonfilm Mädchen zum Heiraten)
- Ein bisschen Freude (aus dem Tonfilm Mädchen zum Heiraten)
- Es ist so wunderschön aufzusteh’n! (aus dem Tonfilm Mädchen zum Heiraten)
- Hätt’ ich ein Bild von dir
- Höre, hör ...
- Ich bin jung, ich bin dein
- Ich bin verliebt, mein Edelweiss, was nicht einmal
- Ich möcht’ heiraten (aus dem Tonfilm Mädchen zum Heiraten)
- Ich träum' von dir (aus der Operette Pusztaliebchen)
- In Heidelberg hab ich mein Glück gefunden (Einlage aus dem Singspiel Der Studentenprinz)
- Liegt im Bereich der Möglichkeit (Couplet aus der Operette Eine Frau von Format)
- Mariechen, lass die Männer geh’n (Foxtrott aus der Tonfilm-Operette Die Lindenwirtin)
- Mausi, mach kein Seitensprung
- Mein Herz hat leise dein Herz gegrüsst (Walzer aus der Tonfilm-Operette Die Lindenwirtin)
- Meine Herrn! (aus der Operette Eine Frau von Format)
- My Baby, my Boy (aus der Operette Eine Frau von Format)
- Nebenbei! (Chanson aus der Operette Eine Frau von Format)
- Nur die Eine! (Einlage aus dem Singspiel Der Studentenprinz)
- Schwör mir keine Treue (aus der Operette Eine Frau von Format)
- So lang ich lebe
- So wie du gibt’s kein Mäderle auf der Welt
- Sonne und Rhein (aus der Tonfilm-Operette Die Lindenwirtin)
- Unterwegs
- Vielleicht (Tango)
- Was mich bedrückt, weiss meine Geige
- Wau-wau (aus der Operette Pantoffeln)
- Wenn du einmal mich betrügst! (Tango aus der Operette Der treue Musikant)
- Wir wollen tun, als ob wir Freunde wären (Tango aus der Operette Eine Frau von Format)
- Zu jeder Liebe gehört ein Gläschen Wein (Foxtrott aus der Tonfilm-Operette Die Lindenwirtin)

### Instrumentalwerke
- Nonett für Streicher und Bläser

### Filmmusik
- Der Kaufmann von Venedig (1923)
- Die Lindenwirtin (1930)
- Panik in Chicago (1931)
- Mädchen zum Heiraten (1931–32) (Gesangstexte von Robert Gilbert und Armin L. Robinson)
- Marry Me (GB, Version von Mädchen zum Heiraten) (1932)

### Tondokumente (Auswahl)
Du bist mein stiller Kompagnon, aus der Operette “Eine Frau von Format” (Musik : Michael Krausz, Worte : Welisch und Schanzer) Tanz-Orchester Dajos Béla. Odeon O-2237 b (Be 6139) - 1927
Liegt im Bereich der Möglichkeit. Couplet a. d. Operette „Eine Frau von Format“ (Musik : Michael Krausz, Worte : Welisch und Schanzer) Fritzi Massary mit Orchester. Electrola E.G.652 (8-43074) - Berlin, September 1927
My Baby, my Boy, Foxtrot aus der Operette “Eine Frau von Format” (M.Krausz) Orchester Bernard Etté. Electro-Vox 8549 (Matr. 2070 BB) - 1927
Wir wollen tun, als ob wir Freunde wären. Tango aus der Operette “Eine Frau von Format” (Musik : Michael Krausz, Worte : Welisch und Schanzer) Kapelle Merton (d. i. Orch. Dajos Béla) Beka B.6239-I (Matr. 34282) - Berlin, 27. September 1927
Vielleicht. Tango aus “Die drei Musketiere” (Michael Krausz, Text von Schanzer und Welisch) Trude Lieske m. Flüsterndem Orchester. Electrola E.G.1533 (Matr. BN 704) -  1929
Du blonde Lindenwirtin vom Rhein. Foxtrott aus der Tonfilm-Operette “Die Lindenwirtin” (Krausz - Hardt-Warden) Hans Heinz Bollmann, Tenor m. Orch. Homocord 4-3732-I (H-62839) - 1930
Zu jeder Liebe gehört ein Gläschen Wein. Foxtrott aus der Tonfilm-Operette “Die Lindenwirtin” (Krausz - Hardt-Warden) Orchester Marek Weber. Electrola E.G.1806 (Matr. BLR 6031-I) - März 1930
Ich möcht’ heiraten! Foxtrott aus dem Tonfilm “Mädchen zum Heiraten” (Krausz - Gilbert, Robinson) Renate Müller und Hermann Thimig mit Ilja Livschakoff Tanz-Orchester. Grammophon/Polydor 24493 (Matr. 4369 BR III), aufgen. Januar 1932
Ein bißchen Freude können wir alle gebrauchen. Lied aus dem Tonfilm “Mädchen zum Heiraten” (Krausz - Gilbert, Robinson) Renate Müller und Hermann Thimig mit Ilja Livschakoff Tanz-Orchester. Grammophon, Polydor 24493 (Matr. 4375 ½ BR), aufgen. Januar 1932
Es ist so wunderschön aufzusteh’n! Lied aus dem Tonfilm “Mädchen zum Heiraten” (Krausz - Gilbert, Robinson) Hermann Thimig mit Ilja Livschakoff Tanz-Orchester. Polydor 24 492 (Matr. 4373 BR-III), aufgen. Frühjahr 1932
Du kannst so liebenswürdig sein! Lied aus dem Tonfilm “Mädchen zum Heiraten” (Krausz - Gilbert, Robinson) Renate Müller mit Ilja Livschakoff Tanz-Orchester. Polydor 24 492 (Matr. 4374 ¾ BR-III), aufgen. Frühjahr 1932
Hülle mich in Liebe ein. Lied aus der Operettenrevue „Der Studentenprinz“ (Romberg - Krausz). Maria Elsner, Sopran mit dem Orchester des Großen Schauspielhauses Berlin. Dirigent: Theo Mackeben. Grammophon 24916-B (Matr. 3317 ½ BH 8), aufgen. 1932
Nur die Eine. Lied aus der Operettenrevue „Der Studentenprinz“ (Romberg - Krausz) Gerd Niemar, Tenor mit dem Orchester des Großen Schauspielhauses Berlin. Dirigent: Theo Mackeben. Grammophon 24840-B (Matr. 3306 ¾ BH 8), aufgen. 1932
Zähle nicht die Sterne. Lied und Czárdás aus der ungarischen Rhapsodie „Die gelbe Lilie“ (Krausz - Farkas, Herczeg, C. G. Thomas). Dario Medina, Tenor mit Jazz-Orchester „The blue boys“, Leitung: Hugo Placheta. Odeon A 254 167-B, aufgen. 1934